# 767
Cette page concerne l'année 767  du calendrier julien. Pour l'année 767 av. J.-C., voir 767 av. J.-C.  Pour l'avion, voir Boeing 767.
L'année 767 est une année commune qui commence un jeudi.

## Événements
- Révolte des kharidjites berbères conduite par Abou Qurra (767-776). Ils s’emparent de toute l'Ifriqiya, puis se retirent à Tlemcen, après avoir tué le gouverneur Omar ibn Hafs en 771. La principauté sufrite de Tlemcen se maintient une vingtaine d’années[1].
- Révolte du prophète persan zoroastrien Ustadh Sis au Khorassan[2].

### Europe
- 22 mars[3] : Pépin le Bref célèbre la fête de Pâques à Gentilly[4] où il réunit un synode qui traite de la question des images et de la Trinité en présence d'envoyés byzantins.
- Mars-avril : Pépin mène une expédition éclair en Aquitaine par Narbonne. Il parvient à prendre Toulouse et reçoit la soumission de l'Albigeois et du Gévaudan[5].
- 19 avril : Pépin le Bref célèbre Pâques à Vienne selon le système romain[3]
- 24 avril : consécration de l'évêque de Hexham Alcmond et de l'évêque d'York Æthelberht[6]. Alcuin, élève d'Æthelberht ordonné diacre, obtient la direction de l'école de la cathédrale d'York[7].
- 28 juin : Constantin II est élu antipape. Il est déposé le 6 août 768[8].
- Août : Pépin le Bref rassemble ses forces à Bourges d'où il lance un nouveau raid contre l'Aquitaine jusqu'à la Garonne. Il s'empare des dernières places fortes de Waïfre, Scorailles, Turenne et Peyrusse[5].

- Début d'une période d'anarchie en Bulgarie à la mort du khan Toktu[9]. Pagan lui succède mais est assassiné en 768.
- À la mort de Luitfrid Ier d'Alsace[10] (entre 742 et 769), Pépin le Bref expulse de leurs biens les Étichonides, alliés des Welfs de Bavière pour les remplacer par les Bernard[11].
- Constantin V restaure l'aqueduc de Valens à Constantinople[12].

## Naissances en 767
- Ash-Shâfi'î
- Jafar ben Yahya
- Ishaq al-Mawsili
- Saichō

## Décès en 767
- 14 juin : Abou Hanîfa, théologien et législateur arabo-musulman.
- 28 juin : Paul Ier, pape.
- 15 octobre : le patriarche de Constantinople Constantin II est exécuté[13].